# Costa de les Solanes
La Costa de les Solanes és una costa de muntanya del terme municipal d'Isona i Conca Dellà, al Pallars Jussà, en el territori de l'antic terme d'Orcau.
Està situada al nord-est del poble de Basturs, a la dreta del riu d'Abella. És, juntament amb la Costa del Llarg (nord-oest) i la Costa dels Corrals (al nord), un dels contraforts meridionals de la muntanya de Sant Corneli, paral·lels a ella. S'estén entre la llau de la Vall d'en Pere, a llevant, i el barranc de la Costa Gran.
Just a migdia de la Costa de les Solanes hi ha l'ermita de la Mare de Déu d'Àrnic.